# Volkswagen Bora
Volkswagen Bora je osobní automobil s karoserií sedan nebo kombi (pod označením Variant). Vůz je postaven na bázi Volkswagenu Golf IV. generace, designem se od něj však snaží odlišit, a tím vystupovat jako samostatný model (alespoň verze sedan; kombi je, kromě přední masky a předních světlometů, prakticky shodné s modelem Golf IV Variant). V USA a v Mexiku se model prodával pod označením Jetta. Vůz se vyráběl v letech 1998–2005. V Mexiku se ovšem tento model v provedení sedan prodává dál pod názvem Clasico. Kombi se představilo v lednu 2001 na autosalonu v Los Angeles. Výroba kombi pro všechny trhy ale probíhala pouze v mateřském Wolfsburgu. Nástupcem se od roku 2005 stal model postavený na základě Golfu V. generace, globálně pojmenovaný Jetta. V Číně se pod názvem Bora prodával klasický Golf IV s mírně upraveným vzhledem.

## Motory
| Model   | Rok       | Motor a kód | Motor a kód     | Obsah                  | Výkon                              | Tč.Moment                           |
| ------- | --------- | ----------- | --------------- | ---------------------- | ---------------------------------- | ----------------------------------- |
| 1.4     | 1998–2005 | I4 16V      | AHW/AXP/BCA     | 1 390 cc (85 cu in)    | 55 kW (75 PS; 74 hp) @ 5000 rpm    | 126 N·m (93 lb·ft) @ 3800 rpm       |
| 1.6     | 1998–2000 | I4 8V       | AEH/AKL/APF     | 1 595 cc (97,3 cu in)  | 74 kW (101 PS; 99 hp) @ 5600 rpm   | 145 N·m (107 lb·ft) @ 3800 rpm      |
| 1.6     | 2000–2005 | I4 8V       | AVU/BFQ         | 1 595 cc (97,3 cu in)  | 75 kW (102 PS; 101 hp) @ 5600 rpm  | 148 N·m (109 lb·ft) @ 3800 rpm      |
| 1.6     | 2000–2005 | I4 16V      | AUS/AZD/ATN/BCB | 1 598 cc (97,5 cu in)  | 77 kW (105 PS; 103 hp) @ 5700 rpm  | 148 N·m (109 lb·ft) @ 4500 rpm      |
| 1.6 FSI | 2001–2005 | I4 16V      | BAD             | 1 598 cc (97,5 cu in)  | 81 kW (110 PS; 109 hp) @ 5800 rpm  | 155 N·m (114 lb·ft) @ 4400 rpm      |
| 2.0     | 1998–2001 | I4 8V       | APK/AQY         | 1 984 cc (121,1 cu in) | 85 kW (116 PS; 114 hp) @ 5200 rpm  | 170 N·m (130 lb·ft) @ 2400 rpm      |
| 2.0     | 2001–2005 | I4 8V       | AZG/AZH/BEV     | 1 984 cc (121,1 cu in) | 85 kW (116 PS; 114 hp) @ 5400 rpm  | 172 N·m (127 lb·ft) @ 3200 rpm      |
| 1.8 T   | 2000–2005 | I4 20V      | AWD/AWW         | 1 781 cc (108,7 cu in) | 110 kW (150 PS; 148 hp) @ 5700 rpm | 210 N·m (150 lb·ft) @ 1750–4600 rpm |
| 2.3 V5  | 1998–2001 | VR5 10V     | AGZ             | 2 324 cc (141,8 cu in) | 110 kW (150 PS; 148 hp) @ 6200 rpm | 209 N·m (154 lb·ft) @ 3300 rpm      |
| 2.8 V6  | 1999–2002 | VR6 12V     | AFP             | 2 792 cc (170,4 cu in) | 132 kW (179 PS; 177 hp) @ 5800 rpm | 245 N·m (181 lb·ft) @ 3200 rpm      |
| 2.3 V5  | 2000–2003 | VR5 20V     | AQN             | 2 324 cc (141,8 cu in) | 125 kW (170 PS; 168 hp) @ 6200 rpm | 220 N·m (160 lb·ft) @ 3300 rpm      |
| 1.8 T   | 2001–2005 | I4 20V      | AUQ             | 1 781 cc (108,7 cu in) | 132 kW (179 PS; 177 hp) @ 5500 rpm | 235 N·m (173 lb·ft) @ 1950–5000 rpm |
| 2.8 V6  | 2001–2004 | VR6 24V     | AQP/AUE/BDE     | 2 792 cc (170,4 cu in) | 150 kW (204 PS; 201 hp) @ 6000 rpm | 270 N·m (200 lb·ft) @ 3200 rpm      |
| 1.9 SDI | 1998–2005 | I4 8V       | AGP/AQM         | 1 896 cc (115,7 cu in) | 50 kW (68 PS; 67 hp) @ 4200 rpm    | 133 N·m (98 lb·ft) @ 2200–2600 rpm  |
| 1.9 TDI | 1998–2005 | I4 8V       | AGR/ALH         | 1 896 cc (115,7 cu in) | 66 kW (90 PS; 89 hp) @ 3750 rpm    | 210 N·m (150 lb·ft) @ 1900 rpm      |
| 1.9 TDI | 2000–2005 | I4 8V       | ATD/AXR         | 1 896 cc (115,7 cu in) | 74 kW (101 PS; 99 hp) @ 4000 rpm   | 240 N·m (180 lb·ft) @ 1800–2400 rpm |
| 1.9 TDI | 1998–2001 | I4 8V       | AHF/ASV         | 1 896 cc (115,7 cu in) | 81 kW (110 PS; 109 hp) @ 4150 rpm  | 235 N·m (173 lb·ft) @ 1900 rpm      |
| 1.9 TDI | 1998–2000 | I4 8V       | AJM             | 1 896 cc (115,7 cu in) | 85 kW (116 PS; 114 hp) @ 4000 rpm  | 285 N·m (210 lb·ft) @ 1900 rpm      |
| 1.9 TDI | 1999–2001 | I4 8V       | AUY             | 1 896 cc (115,7 cu in) | 85 kW (116 PS; 114 hp) @ 4000 rpm  | 310 N·m (230 lb·ft) @ 1900 rpm      |
| 1.9 TDI | 2001–2005 | I4 8V       | ASZ             | 1 896 cc (115,7 cu in) | 96 kW (131 PS; 129 hp) @ 4000 rpm  | 310 N·m (230 lb·ft) @ 1900 rpm      |
| 1.9 TDI | 2000–2005 | I4 8V       | ARL             | 1 896 cc (115,7 cu in) | 110 kW (150 PS; 148 hp) @ 4000 rpm | 320 N·m (240 lb·ft) @ 1900 rpm      |